# Karl XII:s död - gåtans lösning
Karl XII:s död - gåtans lösning, är en bok av Peter From publicerad 2005. Boken lägger fram en teori kring Karl XII:s död kvällen den 30 november 1718 vid den norska fästningen Fredriksten. Kungen träffades av ett dödligt skott i huvudet och alltsedan dess har hans död varit en ständig källa till diskussioner och spekulationer.
Med hjälp av modern rättsmedicin och en kritisk analys av källmaterialet arbetar sig Peter From fram till en trolig lösning. Han har undersökt och fotograferat kungens uniform. Löpgravarna nedanför Fredriksten har genomgått en rekonstruktion och kartmaterialet har utvidgats. 
Enligt From pekar alla fakta på att kulan kom från norskt håll, eftersom både riktning och avstånd till de norska trupperna överensstämmer med såret. Kulknappen är en myt - inga vapen från den tiden skulle ha rymt en sådan kula. DNA på knappen kan ha kommit från tidigare jämförelser mellan kula och hatt.